# Marcilly-en-Villette
Marcilly-en-Villette is een gemeente in het Franse departement Loiret (regio Centre-Val de Loire). De plaats maakt deel uit van het arrondissement Orléans. Marcilly-en-Villette telde op 1 januari 2022 2.185 inwoners.

## Geografie
De oppervlakte van Marcilly-en-Villette bedroeg op 1 januari 2022 62,66 vierkante kilometer; de bevolkingsdichtheid was toen 34,9 inwoners per km².

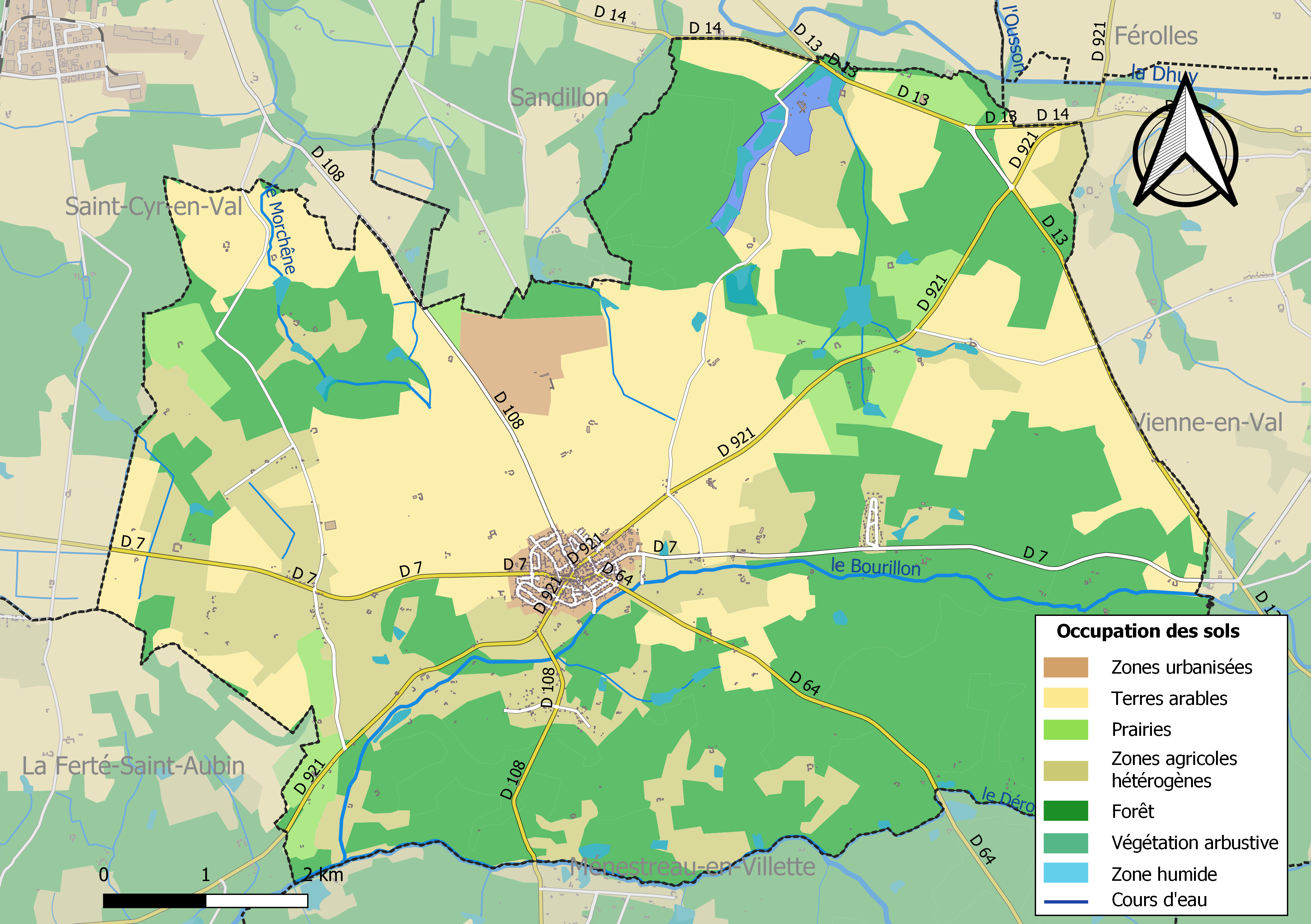
Kaart van de gemeente met de belangrijkste infrastructuur, bodemgebruik en omliggende gemeenten

## Demografie
Onderstaande figuur toont het verloop van het inwonertal (bron: INSEE-tellingen).